# Geogenanthus

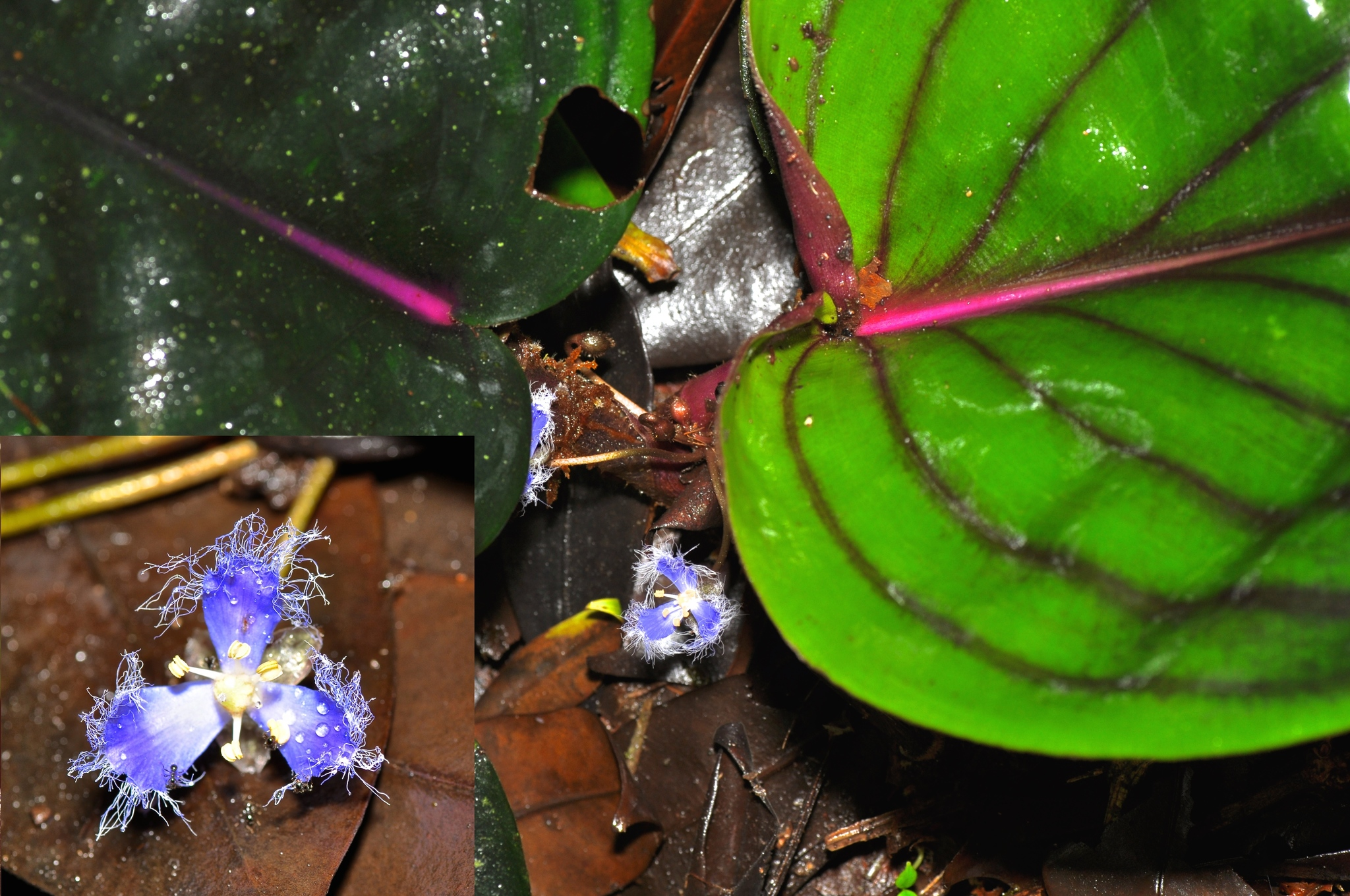
Geogenanthus ciliatus

Geogenanthus Ule – rodzaj roślin z rodziny komelinowatych. Obejmuje trzy gatunki występujące w północno-zachodniej Ameryce Południowej, na obszarze Boliwii, północnej Brazylii, Kolumbii, Ekwadoru i Peru.
Nazwa naukowa rodzaju pochodzi od greckich słów γηω (gio – ziemia), γενος (genos – zrodzony) i ανθος (anthos – kwiat). 

## Morfologia
PokrójWieloletnie rośliny zielne.
KorzenieZwieńczone bulwami korzeniowymi.
PędyPodziemne kłącze, łodygi krótkie lub pnące.
LiścieNieliczne, wyrastające wierzchołkowo na łodydze, ogonkowe, o szerokich blaszkach, u G. poeppigii okrągłych, niemal sercowatych, falistych, doosiowo ciemnozielonych ze srebrzystymi,  podłużnymi paskami, odosiowo czerwonawych i owłosionych, u G. ciliatus doosiowo ciemnozielonkawo- lub fioletowoczarnych z jasnofioletowym nerwem głównym.
KwiatyWyrastają w dwurzędkach zebranych od 1 do 2 (rzadziej do 4) w wierzchotkę, wyrastającą u nasady łodygi. Szypułki kwiatów są długie. Okwiat nieco grzbiecisty, sześciolistkowy, u G. poeppigii o średnicy do 2,5 cm. Listki zewnętrznego okółka równe; wewnętrznego okółka równe lub niemal równe, o frędzelkowatych brzegach, u G. poeppigii fioletowo-niebieskie. Od 5 do 6 pręcików, tylne trzy krótsze o nitkach zwykle bródkowatych, przednie dwa lub trzy o nitkach zwykle nagich. Pylniki pękające do wewnątrz przez szczeliny. Zalążnia trójkomorowa, brązowo owłosiona, z 4–6 zalążkami w każdej komorze.
OwoceTorebki otwierające się przez trzy szczeliny.

## Genetyka
Liczba chromosomów 2n wynosi 38.

## Systematyka
Pozycja systematycznaRodzaj z podplemienia Dichorisandrinae w plemieniu Tradescantieae podrodziny Commelinoideae w rodzinie komelinowatych (Commelinaceae).
Wykaz gatunków
- Geogenanthus ciliatus G.Brückn.
- Geogenanthus poeppigii (Miq.) Faden
- Geogenanthus rhizanthus (Ule) G.Brückn.

## Znaczenie użytkowe
Rośliny leczniczeGeogenanthus ciliatus stosowany jest przez Sionów i Sekojów zewnętrznie na spuchnięte stawy oraz wewnętrznie do leczenia pasożytów jelitowych.
Rośliny ozdobneGeogenanthus, w szczególności G. poeppigii, uprawiane są jako rośliny ozdobne, głównie jako rośliny doniczkowe.